# Resolution 1867 des UN-Sicherheitsrates
Mit der Resolution 1867 des UN-Sicherheitsrats wurde beschlossen, das Mandat der UNMIT in Osttimor unter Beibehaltung der seinerzeit genehmigten Personalstärke bis zum 26. Februar 2010 zu verlängern. Die Resolution wurde am 26. Februar 2009 unter Hinweis auf die Resolutionen 1599, 1677, 1690, 1703, 1704, 1745 und 1802 einstimmig angenommen. Zusätzlich wurde der Bericht des Generalsekretärs Ban Ki-moon (S/2009/72) hierzu zur Kenntnis genommen.

## Hintergrund
Nach der indonesischen Besatzung von 1975 bis 1999 stand Osttimor zunächst unter UN-Verwaltung. Nach der Entlassung des Landes in die Unabhängigkeit am 20. Mai 2002 blieb die UN-Mission zur Unterstützung. Sie sollte eigentlich 2006 enden, doch brachen noch im selben Jahr Unruhen aus. Die Integrierte Mission der Vereinten Nationen in Timor-Leste (UNMIT) sorgte zusammen mit der International Stabilization Force (ISF) für die Wiederherstellung von Ruhe und Ordnung und einer Stabilisierung des Landes.

## Die Resolution

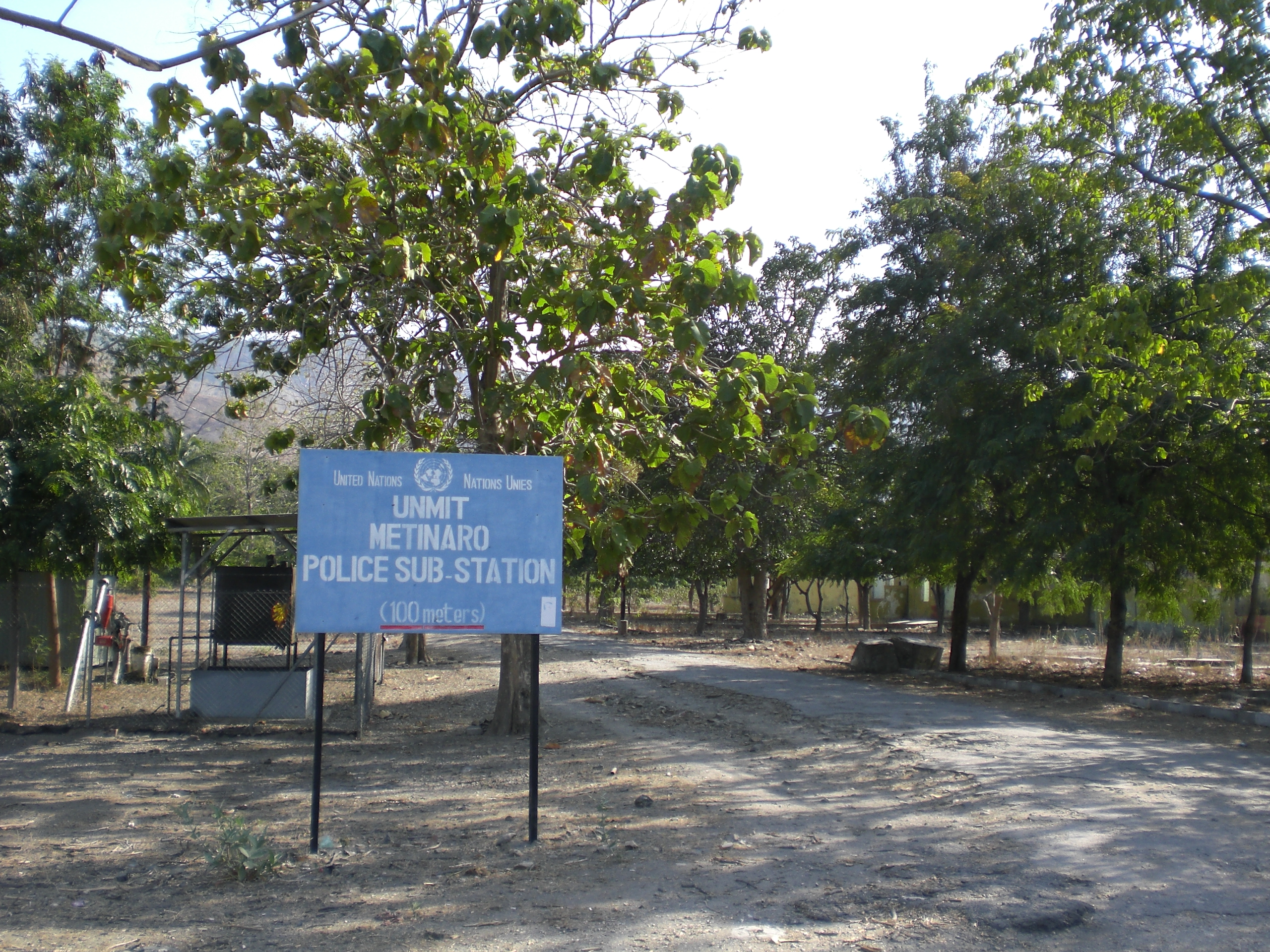
Polizeistation der UNMIT in Metinaro

Der Sicherheitsrat begrüßte die Stabilisierung der Lage in Osttimor seit den Unruhen von 2006 und den Wiederaufbau der staatlichen Strukturen, sah aber weiterhin eine Fragilität. Die Politiker und staatlichen Institutionen Osttimors wurden angehalten, weiter zur Stabilisierung beizutragen. Er bestätigte nochmals seine Verpflichtung zum Erhalt der Souveränität, Unabhängigkeit, territorialen Integrität und nationalen Einheit Osttimors und der Förderung der langfristigen Stabilität des Landes. Gelobt wurde die sechswöchige Regierungsaktion zum Einsammeln von Waffen im Lande und deren Zerstörung, die Rückkehr zahlreicher Binnenflüchtlinge in ihre Heimatorte und die Auflösung der Petitioners, der Gruppe der abtrünnigen Soldaten, die die Unruhen ausgelöst hatten, betonte dabei aber auch die Wichtigkeit der Versöhnung und der Wiedereingliederung der Rebellen in die Gesellschaft. Dabei sei die Unabhängigkeit der Justiz und ihre Verantwortung zu respektieren. Unterstützung beim Wiederaufbau der Nationalpolizei Osttimors (PNTL) wurde zugesagt. Besorgt zeigte sich der Sicherheitsrat über die zunehmende Armut in Osttimor, auch wenn man die Fortschritte im Aufbau des Staatswesens anerkannte.
Das Mandat der UNMIT wurde bis zum 26. Februar 2010 verlängert. Die UNMIT wurde angewiesen ihre Unterstützung auf Wunsch der Regierung Osttimors für die Durchführung der Kommunalwahlen 2009 auszudehnen. Auch die internationale Gemeinschaft wurde dazu ermuntert zu helfen. Wichtig wurde weiterhin die Reform der Sicherheitskräfte gesehen. So müssten Aufgaben und Rollen der Polizei und der Verteidigungskräfte Osttimors (F-FDTL) klar getrennt werden. Der Sicherheitsrat sprach seine Unterstützung zur schrittweisen Übergabe der Verantwortung für die Sicherheit an die Nationalpolizei aus. Seit dem 5. Februar 2008 lag sie bei der Polizei bereits für Dili, in den Stadtteilen Bairro Pite, Bidau und Mercado Lama. Im Justizsektor sah man noch großen Unterstützungsbedarf, ebenso bei der Gesellschaft mit besonderen Blick auf Frauen, die Jugend und ländliche Gebiete.

## Folgezeit
2009 erhielt die Nationalpolizei Osttimors die Verantwortung über die vier Distrikte Lautém, Oe-Cusse Ambeno, Manatuto und Viqueque zurück. Außerdem übernahm sie wieder die Polizeiaufgaben auf dem Meer und Polizeiausbildungszentrum. Bis 2011 folgten die restlichen Gebiete des Landes. Die Kommunalwahlen verliefen ohne größere Probleme. Die Mission der UNMIT endete 31. Dezember 2012.